# Gemeentelijke herindelingsverkiezingen in Nederland 1980
Gemeentelijke herindelingsverkiezingen in Nederland 1980 geeft informatie over tussentijdse verkiezingen voor een gemeenteraad in Nederland die gehouden werden in 1980.
De verkiezingen werden gehouden in 6 gemeenten die betrokken waren bij een herindelingsoperatie of een grenswijziging die op 1 juli 1980 is doorgevoerd.

## Verkiezingen op 21 maart 1980
- de gemeenten Heumen en Overasselt: samenvoeging tot een nieuwe gemeente Heumen.[1]

## Verkiezingen op 7 mei 1980
- de gemeenten Beuningen en Ewijk: samenvoeging tot een nieuwe gemeente Beuningen.[2]

## Verkiezingen op 21 mei 1980
- de gemeenten Ilpendam en Purmerend: grenswijziging tussen de gemeenten Edam-Volendam, Ilpendam en Purmerend.[3][4]

Door deze herindelingen daalde het aantal gemeenten in Nederland per 1 juli 1980 van 811 naar 809.